# Temple of Lies
Temple of Lies – album studyjny zespołu Bonfire, wydany 13 kwietnia 2018 roku nakładem wytwórni AFM Records na CD i LP.

## Powstanie
Po ukazaniu się Byte the Bullet zespół zmienił wydawcę, podpisując kontrakt z AFM Records. Zamiarem zespołu przy tworzeniu Temple of Lies było nawiązanie brzmieniem do takich albumów, jak Fireworks, Point Blank i Branded. Zespół skupił się także na jakości tekstów. Tytuł albumu nawiązuje do „kłamstw naszego świata”.
Album został wyprodukowany przez Hansa Zillera we Flatliners Recording Studios w Ingolstadt.

## Odbiór
Album zajął 29. miejsce na niemieckiej oraz 54. miejsce na szwajcarskiej liście przebojów.

## Lista utworów
1. „In the Beginning” (01:53)
2. „Temple of Lies” (04:47)
3. „On the Wings of an Angel” (04:30)
4. „Feed the Fire (Like a Bonfire)” (05:13)
5. „Stand or Fall” (03:16)
6. „Comin' Home” (06:00)
7. „I'll Never Be Loved By You” (05:31)
8. „Fly Away” (04:46)
9. „Love the Way You Hate Me” (03:45)
10. „Crazy Over You” (03:48)
11. „Friedensreich II - The Return Of The Zünsler Into The T.O.L.” (bonus) (19:38)

## Wykonawcy
- Alexx Stahl – wokal
- Hans Ziller – gitary, wokal wspierający
- Frank Pané – gitary, wokal wspierający
- Ronnie Parkes – gitara basowa, wokal wspierający
- Tim Breideband – perkusja